# 章士浡
章士浡，一说章士渤，浙江新昌人，明朝初期政治人物、進士出身。

## 生平
永乐二年，登甲申科進士，授常州同知。